# Neorudolphia volubilis
Genre
Espèce
Neorudolphia volubilis est une espèce de plantes à fleurs dicotylédones de la famille des Fabaceae, sous-famille des Faboideae, originaire de Porto Rico. C'est l'unique espèce acceptée du genre Neorudolphia (genre monotypique).

## Synonymes
Selon The Plant List (8 octobre 2018) :
- Butea volubilis (Willd.) Pers.
- Erythrina portoricensis Desf.
- Rudolphia portoricensis (Desf.) Sweet
- Rudolphia scandens Poir.
- Rudolphia volubilis Willd.